# UK Albums Chart

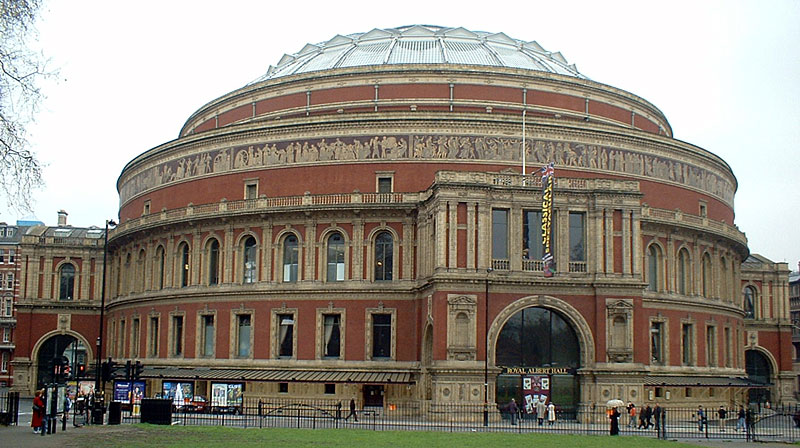
El Royal Albert Hall, Londres, un lloc important per a totes les formes de la música.

La UK Albums Chart (en català, La Llista Britànica d'Àlbums) és una llista d'àlbums classificats per vendes físiques i digitals al Regne Unit. És elaborat per The Official UK Charts Company i publicat a la revista Music Week (Top 75) i en el lloc web OCC (Top 100); el Top 200 complet es publica exclusivament en ChartsPlus.
Per ser qualificat per entrar a la llista UK albums chart, l'àlbum ha de tenir la durada i el preu correcte. Ha d'haver-hi com a mínim 3 pistes o 20 minuts de durada i no pot ser un àlbum més barat del compte, és a dir, un àlbum de pressupost baix (budget album en anglès). Un budget album costa entre £0,50 i £4,24. A més a més, les compilacions des del gener del 1989 van en una altra llista de compilacions per separat. Tots els detalls i normes poden ser trobades a la web de l'OCC.